# Mesocestoides
Mesocestoides ist eine Gattung der Echten Bandwürmer. Endwirte sind Hunde, Katzen und wildlebende Raubtiere, in deren Dünndarm der Bandwurm parasitiert. Mesocestoides lineatus kann sehr selten auch den Menschen befallen.
Die adulten Bandwürmer sind 30 bis 250 cm lang, der ovale Kopf (Scolex) ist deutlich abgesetzt und der Hals kurz. Die ersten Glieder (Proglottiden) der Bandwurmkette (Strobila) sind nahezu quadratisch, die hinteren länger als breit. In den geschlechtsreifen Proglottiden liegen 50 bis 70 Hoden, die auf beiden Seiten der Längsgefäße des Ausscheidungssystems angeordnet sind. Ovar und Dottersack liegen etwa in der Mittellinie im hinteren Teil des jeweiligen Bandwurmglieds. Der Uterus ist länglich oder sackförmig. Ein Parauterinorgan ist ausgebildet.
Die Vertreter haben zwei Entwicklungsstadien in einem Zwischenwirt, die als Metazestoden bezeichnet werden. Das erste Stadium ist ein Zystizerkoid in einem Insekt oder einer Milbe. Das zweite ist eine Larvenform (Tetrathyridium), welches sich in der Pleurahöhle, der Peritonealhöhle oder der Unterhaut verschiedener Reptilien und Säugetiere oder in der Lunge von Vögeln ansiedelt. Die Präpatenz beträgt weniger als drei Wochen. Der Befall als Endwirt ruft meist nur geringe oder keine Symptome auf, der Befall als Zwischenwirt kann dagegen schwere klinische Erscheinungen hervorrufen. Der Befall wird als Mesocestoidose bezeichnet.

## Arten
Arten der Gattung sind:
- Mesocestoides alaudae Stossich, 1896
- Mesocestoides ambiguus Vaillant, 1863
- Mesocestoides angustatus (Rudolphi, 1819)
- Mesocestoides bassarisci MacCallum, 1921
- Mesocestoides beringi Chertkova & Kosupko, 1975
- Mesocestoides caestus Cameron, 1925
- Mesocestoides canislagopodis (Rudolphi, 1810)
- Mesocestoides charadrii Fuhrmann, 1909
- Mesocestoides corti Hoeppli, 1925
- Mesocestoides didelphus Chertkova & Kosupko, 1977
- Mesocestoides dissimilis Baer, 1933
- Mesocestoides elongatus Meggitt, 1928
- Mesocestoides erschovi Chertkova & Kosupko, 1975
- Mesocestoides imbutiformis (Polonio, 1860)
- Mesocestoides jonesi Ciordia, 1955
- Mesocestoides kirbyi Chandler, 1944
- Mesocestoides latus Mueller, 1927
- Mesocestoides leptothylacus Loos-Frank, 1980
- Mesocestoides lineatus (Goeze, 1782)
- Mesocestoides literratus (Batsch, 1786)
- Mesocestoides longistriatus Setti, 1897
- Mesocestoides magellanicus (Monticelli, 1889)
- Mesocestoides manteri Chandler, 1943
- Mesocestoides melesi Yanchev & Petrov, 1985
- Mesocestoides mesorchis Cameron, 1925
- Mesocestoides michaelseni Lonnberg, 1896
- Mesocestoides paucitesticulus Sawada & Kugi, 1973
- Mesocestoides perlatus (Goeze, 1782)
- Mesocestoides petrowi Sadykhov, 1971
- Mesocestoides vogae Etges, 1991
- Mesocestoides zacharovae Chertkova & Kosupko, 1975